# The Big Sombrero
The Big Sombrero è un film del 1949 diretto da Frank McDonald.
È un western statunitense a sfondo musicale con Gene Autry.

## Produzione
Il film, diretto da 82 su una sceneggiatura di Olive Cooper, fu prodotto da Armand Schaefer per la Gene Autry Productions e girato in California e in Arizona, dal 7 agosto al 10 settembre 1948.

## Distribuzione
Il film fu distribuito negli Stati Uniti dal 19 aprile 1949 al cinema dalla Columbia Pictures.
Altre distribuzioni:
- in Finlandia l'11 agosto 1950 (Meksikon öitä)
- in Portogallo il 19 gennaio 1953 (Perseguição)
- in Brasile (Aconteceu na Fronteira)

## Promozione
Le tagline sono:
- OUTLAWS FEAR HIM... SENORITAS CHEER HIM... when Gene streaks into action!
- Hear Gene Sing: You Belong to My Heart - La Golondrina - Rancho Pillow - My Adobe Hacienda - Oh My Darling Clementine
- Gene's Hottest Adventure! From Sparkling Fiesta To Savage Ambush!